# Европско првенство у атлетици на отвореном 1962 — штафета 4 × 100 метара за жене
Трка штафета 4 х 100 метара у женској конкуренцији на 7. Европском првенству у атлетици 1962. одржано је 15. и 16. септембра у Београду на стадиону ЈНА.
Титулу освојену у Стокхолму 1958, бранила је штафета СССР.

## Земље учеснице
Учествовало је 8 штафета са 32 такмичара. 
1. Италија (4)
2. Југославија (4)
3. Мађарска (4)
4. Немачка (4)
5. Пољска (4)
6. СССР (4)
7. Уједињено Краљевство (4)
8. Француска (4)

## Рекорди
| Рекорди пре почетка Европског првенства 1962.     | Рекорди пре почетка Европског првенства 1962.                           | Рекорди пре почетка Европског првенства 1962. | Рекорди пре почетка Европског првенства 1962. | Рекорди пре почетка Европског првенства 1962. | Рекорди пре почетка Европског првенства 1962. |
| ------------------------------------------------- | ----------------------------------------------------------------------- | --------------------------------------------- | --------------------------------------------- | --------------------------------------------- | --------------------------------------------- |
| Светски рекорд                                    | Марта Хадсон Лусинда Вилијамс Барбара Џоунс Вилма Рудолф                | Сједињене Државе                              | 44,3                                          | Москва, СССР                                  | 15. јул 1961.                                 |
| Европски рекорд                                   | Вера Крепкина, Валентина Масловскаја, Марија Иткина, Татјана Шчелканова | СССР                                          | 44,5                                          | Москва, СССР                                  | 15. јул 1961.                                 |
| Рекорди европских првенстава                      | Вера Крепкина Линда Кеп Нона Пољакова Валентина Масловска               | СССР                                          | 45,3                                          | Стокхолм, Шведска                             | 24. август 1958.                              |
| Рекорди после завршетка Европског првенства 1962. |                                                                         |                                               |                                               |                                               |                                               |
| Рекорди европских првенстава                      | Тереса Ћипли Марија Пјатковска Барбара Собота Елзбиета Широка           | Пољска                                        | 45,1                                          | Београд, Југославија                          | 15. септембар 1962.                           |
| Европски рекорд                                   | Тереса Ћипли Марија Пјатковска Барбара Собота Елзбиета Широка           | Пољска                                        | 44,5                                          | Београд, Југославија                          | 16. септембар 1962.                           |
| Рекорди европских првенстава                      | Тереса Ћипли Марија Пјатковска Барбара Собота Елзбиета Широка           | Пољска                                        | 44,5                                          | Београд, Југославија                          | 16. септембар 1962.                           |

## Сатница
| Датум         | Време | Коло          |
| ------------- | ----- | ------------- |
| 15. септембар | 18:46 | Квалификације |
| 16. септембар | 18,10 | Финале        |

## Резултати

### Квалификације
За 6 места у финалу квалификовале су се по три првопласиране штафете из обе квалификационе групе (КВ).
| Место | Група | Земља                | Такмичарке                                                     | Резултат | Белешка |
| ----- | ----- | -------------------- | -------------------------------------------------------------- | -------- | ------- |
| 1.    | 1     | Пољска               | Тереса Ћипли Марија Пјатковска Барбара Собота Елзбиета Широка  | 45,1     | КВ, РЕП |
| 2.    | 1     | Уједињено Краљевство | Ен Пакер Дороти Хајман Дафни Арден Мери Ранд                   | 45,4     | КВ      |
| 2.    | 2     | Немачка              | Renate Bronnsack Марен Колин Марта Прензбергер Јута Хајне      | 45,4     | КВ      |
| 4.    | 2     | СССР                 | Људмила Мотина Валентина Масловска Марија Иткина Галина Попова | 45,5     | КВ      |
| 5.    | 1     | Италија              | Доната Ђовани Данијела Спампани Летиција Бертони Надија Мечоч  | 46,6     | КВ      |
| 6.    | 2     | Југославија          | Олга Шиковец Нађа Симић Зденка Лесковац Драга Стамејчић        | 46,7     | КВ, НР  |
| 7.    | 2     | Мађарска             | Антонија Мункачи Ержебет Хелт Терез Бата Ида Суч               | 47,1     |         |
| 8.    | 1     | Француска            | Марлен Кангио Рене Анжамберt Клодет Актис Дениз Генар          | 52,9     |         |

### Финале
| Место | Земља                | Такмичарке                                                     | Резултат | Белешка |
| ----- | -------------------- | -------------------------------------------------------------- | -------- | ------- |
|       | Пољска               | Тереса Ћипли Марија Пјатковска Барбара Собота Елзбиета Широка  | 44,5     | ЕР      |
|       | Немачка              | Ерика Фиш Марта Прензбергер Марен Колин Јута Хајне             | 44,6     | НР      |
|       | Уједињено Краљевство | Ен Пакер Дороти Хајман Дафни Арден Мери Ранд                   | 44,9     | НР      |
| 4     | Југославија          | Олга Шиковец Нађа Симић Зденка Лесковац Драга Стамејчић        | 46,4     | НР      |
| —     | СССР                 | Људмила Мотина Валентина Масловска Марија Иткина Галина Попова | ДИСК.    |         |
| —     | Италија              | Доната Ђовани Данијела Спампани Летиција Бертони Надија Мечоч  | ДИСК.    |         |